# Luigi Petrillo
Luigi Petrillo (Villa San Giovanni, 18 maggio 1903 – Roma, 18 maggio 1969) è stato un militare e pentatleta italiano.

## Biografia
Luigi Petrillo nacque nel 1903 a Villa San Giovanni , dove prestava servizio il padre Raffaele, che, ufficiale di macchina nella Regia Marina, fu trasferito poco dopo a Taranto e nel 1917, congedatosi, si trasferì a Napoli, dove Luigi conobbe la futura moglie Virginia Borgia e si laureò in ingegneria navale. Il giovane ingegnere entrò per concorso in Marina e fu nominato sottotenente del Genio Navale. Percorse la carriera militare fino al grado di maggiore del Genio Navale.
Venne scelto, insieme al brigadiere di finanza Eugenio Pagnini e al tenente degli alpini Carlo Simonetti a rappresentare il Regno d'Italia ai Giochi della IX Olimpiade di Amsterdam del 1928 nel pentathlon moderno, competizione in cui si piazzò quindicesimo.
Dopo l'esperienza olimpica proseguì la carriera nella Regia Marina come progettista, sommergibilista (tra cui Tito Speri e Luigi Settembrini) e collaudatore. A lui furono affidati i primi studi sulla mimetizzazione navale. Durante la seconda guerra mondiale, con il grado di maggiore assunse l'incarico di direttore di macchina sull'incrociatore pesante Bolzano. Il 13 agosto 1942, l'unità si accingeva a partecipare all'intercettazione di un convoglio britannico scortato da unità navali nemiche nel corso della battaglia di mezzo agosto, ma nei pressi di Panarea fu silurata dal sommergibile britannico Unbroken: il Bolzano, pesantemente danneggiato dal siluramento, con allagamenti e un vasto incendio a prora, fu portato ad incagliare presso le secche dell'isola. Nel corso del conflitto gli furono conferite una medaglia d'argento e una di bronzo. Dopo l'armistizio si rifiutò di aderire alla Repubblica Sociale Italiana e si rifugiò con la moglie e i quattro figli in Emilia. Lasciata la Marina, dopo la guerra Luigi Petrillo percorse una carriera da dirigente industriale presso una importante fabbrica milanese, per poi rientrare a Roma dove risiedeva in precedenza. 
Nel 2005 i i figli pubblicarono a proprie spese i suoi ricordi fino al 1935, completati fino alla morte da una ricostruzione delle sue vicende successive sulla base di documenti di famiglia, nel libro Tener famiglia. Gesta, ambizioni e disinganni di un ufficiale della Regia Marina, a cura del figlio Gianfranco Petrillo, storico. (Milano, Lampi di stampa, 2006).

## Palmarès
In carriera ha conseguito i seguenti risultati:
- Giochi olimpici:

Amsterdam 1928: 15º nel pentathlon moderno.